# 제3차 세계 대전
제3차 세계 대전(World War III, 第三次世界大戰)은 제1차 세계 대전과 제2차 세계 대전이후 또다시 전 세계가 전쟁에 휘말렸을 때 불리게 될, 세 번째 세계 대전을 의미한다. 명칭은 제2차 세계 대전의 종전 이후로 사용되고 있다. 몇몇 경우에서는 냉전이나 테러와의 전쟁 같은 제한전에 대한 은유로 사용되고, 다른 경우에서는 강도와 범위 그리고 파괴력에서 이전의 세계 대전을 뛰어넘을 전쟁에 대한 가정 하에서 사용되어 왔다.
제2차 세계 대전 막바지의 핵무기의 개발과 사용, 그리고 그 이후 다수의 국가들에 의한 개발과 배치로 인해, 제3차 세계 대전을 가정할 때 흔히 등장하는 주제는 지구 문명과 생명에의 핵 파괴의 잠재적 위험이다. 다른 주요한 우려는 생물전이, 의도적이나 비의도적으로 생물 무기가 유출되거나, 예상치 못한 돌연변이가 발생하거나, 사용 후 다른 종에 적응하는 등에 의해, 많은 사상자를 낼 수 있다는 것이다.
1947년 냉전의 도래와 핵무기 기술의 소련으로의 확산과 함께, 제3차 세계 대전의 가능성이 더욱 현실화되었다. 냉전 동안 제3차 세계 대전의 가능성이 예측되었고 여러 나라의 군사 및 민간 기관에서 계획했었다. 계획들은 재래전부터 제한 또는 전면 핵전쟁까지 다양하다. 냉전이 최고조에 이르렀을 무렵의, 상호확증파괴라는 시나리오에선 인류가 한계를 넘어선 극단의 핵전쟁을 일으켜 행성 자체를 파멸로 이끌 가능성이 있음을 말해준다. 인류의 파멸에 대한 공포는 미국과 소련의 지도자들이 그러한 계획을 피하는 데 영향을 주었다.

## 가능성
1945년 나치 독일과 일본 제국의 패망으로 1939년 나치 독일의 폴란드 침공이 시발점이 되어서 1941년 일본 제국의 미국 하와이의 진주만 공습으로 확대된 제2차 세계대전은 종식되었다.
그러나 대전이 종전된 이후에 세계는 자본주의를 앞세운 미국 및 서유럽 국가와 공산주의를 앞세운 소련 및 중앙유럽 국가의 동서냉전이 만들어지고 그 결과 한국전쟁, 베트남 전쟁, 중동전쟁, 걸프전쟁 등이 세계 각지에서 발생하고 소련이 해체되고 냉전이 종식된 이후에는 미국과 중국이라는 강대강의 힘겨루기가 펼쳐져서 자칫 제3차 세계대전으로 이어지는 것이 아닌가하는 우려가 있었다.
그리고 세계 각국에는 주변국간의 영토 분쟁, 국경 분쟁 등 신경전이 이어지고 있고 여기에 중동과 아프리카 일부 국가의 내전까지 발생하여 전쟁의 발발 위기가 곳곳에서 도사리고 있다.
그리고 2022년 2월, 러시아가 우크라이나와의 전쟁을 선포하고 러시아 군대를 직접보내, 세계 여러곳에서 심상치 않은 분위기가 흘러가고있다.
2022년 2월 24일 오전, 러시아가 우크라이나 수도인 키이우에 탄두 미사일을 쏘고 지상군을 보냄으로써 공식적으로 전쟁이 시작되었다. 그로 인해 다시 한번 세계가 그쪽으로 시선을 주목하고있다.

## 군사계획
냉전 초기부터 군사 전략가들은, 최악의 사태에 대비해, 다양한 계획들을 실험해 오고 있다. 그중 몇몇은 부분적으로 또는 전부 기밀이 해제되어 있다.

### 언싱커블 작전
영국의 총리 윈스턴 처칠은 전쟁 종결 기간에 유럽에 배치된 소련군의 엄청난 크기와 믿을 수 없는 소련의 지도자 이오시프 스탈린이 서유럽에의 심각한 위협이었기 때문에 이를 염려했다. 1945년 4-5월 영국군은 '언싱커블 작전'을 개발했다. 제3차 세계 대전 계획의 주된 목적은 "미합중국과 대영제국의 의지대로 러시아를 이용하는 것" 이었다. 그 계획은 군사적으로 실행할 수 없다는 이유로 영국의 참모본부 의장에 의해 거절됐다.

### 그랜드 슬램, 롱스텝, 메인브레이스 연습
1950년 1월, 북대서양 조약 기구 각료이사회(North Atlantic Council)에서 NATO의 봉쇄 정책을 승인했다. NATO의 군사 전략은 1950년대 초 한국 전쟁의 발발에 따른 새로운 위기에 따라, NATO가 즉시 "공격을 단념시키고 서유럽의 방위를 보장해 주기에 적합한, 중앙집권적 지휘 체계"를 설립하도록 했다. 유럽 연합군 최고사령부가 1951년 4월 2일, 드와이트 D. 아이젠하워 미국 육군 원수 지휘하에 창설되었다. 서유럽 연합 방위 기구(WUDO)는 이미, 1949년의 해군 항공대와 잠수함 타격을 포함한 연합 연습인 베리티 연습(Exercise Verity)을 실시했다.
1952년 메인브레이스 연습(Exercise Mainbrace)에서 소련군 공격에 대항한 노르웨이와 덴마크 방어 연습을 위해 총 200척의 군함과 50,000명의 인원이 동원되었다. 이 연습은 최초의 대규모 NATO 연습이었다. 연습은 대서양 연합군 최고사령부(Supreme Allied Commander Atlantic)의 린드 D. 맥코닉(Lynde D. McCormick) 미국 해군 제독과 유럽 연합군 최고사령부의 매슈 리지웨이 미국 육군 장군의 합동 지휘하에 1952년 가을 실시되었다. 미국, 영국, 캐나다, 프랑스, 덴마크, 노르웨이, 포르투갈, 네덜란드, 벨기에가 참여했다.
그랜드 슬램 연습(Exercise Grand Slam)과 롱스텝 연습(Exercise Longstep)은 1952년 지중해에서 적 점령군 및 상륙강습 격퇴 연습을 위해 진행된 해군 연습이다. 연습은 로버트 카니(Robert Carney) 제독의 지휘하에 군함 170척과 군용기 700기가 참여했다. 연습 지휘관 카니 제독은 "우리는 4개국 모두의 고위 지휘관들이 성공적으로 다국적 전투단을 책임지고 부대를 효율적으로 운용할 수 있다는 것을 입증했다"고 발언하며 그랜드 슬램 연습의 성과를 요약했다.
소련에서는 연습에 대해, 특히 노르웨이와 덴마크의 참여에 대해, NATO의 "호전적 행위"라 칭했으며, 동독 소련군 주둔 지역에서의 작전을 준비했다.

### 스트라이크백 작전
스트라이크백 작전(Operation Strikeback)은 1957년 실시된 대규모 NATO 연습으로, NATO에 대한 소련의 총공격에 대한 대응을 실험했다. 연습에는 미국 해군, 영국 왕립해군, 캐나다 왕립해군(Royal Canadian Navy), 프랑스 해군, 네덜란드 왕립해군(Royal Netherlands Navy), 노르웨이 왕립해군(Royal Norwegian Navy)에서 200척의 군함, 650기의 군용기, 75,000명의 인원이 참여했다. 당대 최대의 평시 해상 작전으로서, 스트라이크백 작전은 뉴욕 타임스의 군사 분석가 핸슨 W. 벌드윈(Hanson W. Baldwin)에 의해 "제2차 세계 대전 이후 최대의 다국적 공격 함대를 구성한" 것으로 특징지어졌다.

### 리포저 연습

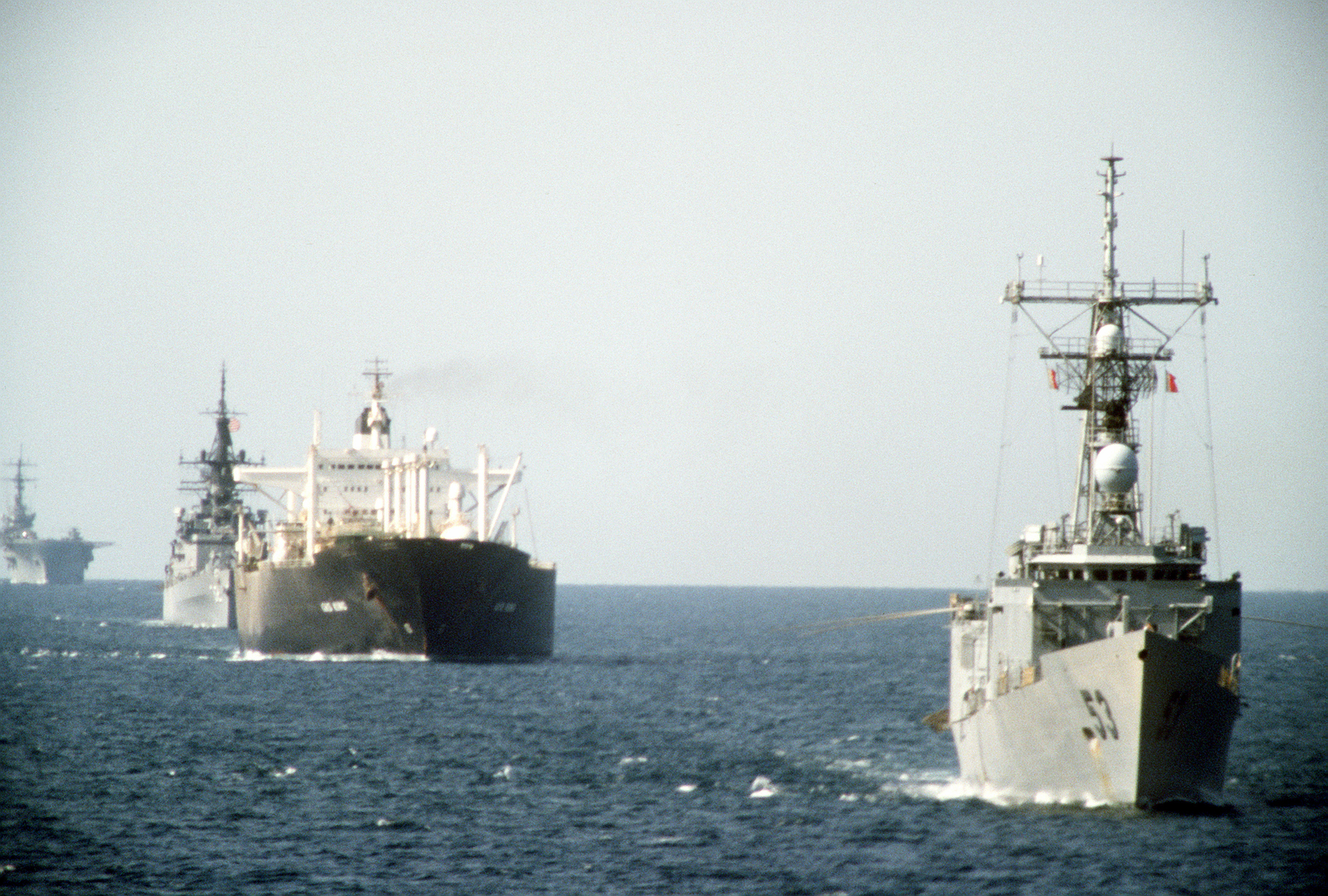
만약 실행되었다면, 리포저 작전에서는 1987년 어니스트 윌 작전(Operation Earnest Will)에서의 이 수송함과 같이 수송함들이, 더 큰 규모로 동원되었을 것이다. 병력은 쉽게 대서양 건너로 공수될 수 있지만, 중장비나 기갑 증원 병력은 해상 수송되었을 것이다.

리포저 연습(Exercise Reforger(return of forces to Germany, 독일로의 병력 송환))은 냉전 동안 실시된 NATO의 연례 연습이다. 연습은 NATO가 바르샤바 조약 기구와의 충돌 시 서독으로 병력을 배치할 수 있는 능력이 있음을 보장하는 것이 목적이었다. 바르샤바 조약 기구는 냉전 동안 재래식 병력, 특히 기갑 병력에서 NATO를 압도했다. 따라서, 소련의 침공 시, 전술핵 공격에 의지하지 않기 위해, 바르샤바 조약군의 선봉 기갑전력에 대항해 전선을 유지하는 NATO 병력은 빠르게 재보급 및 재배치될 필요가 있었다. 이러한 지원의 대부분은 대서양 건너 미국과 캐나다에서 올 것이었다.
리포저 연습은 단순히 병력 전시만이 아니었다—전시에는, 유럽에서 NATO의 입지를 강화하기 위한 실제의 계획이 될 것이었다. 그 경우, 리포저 작전(Operation Reforger)으로 불리게 될 것이었다. 리포저 연습 및 작전의 중요한 요소들에는 미국 군사공수군단(Military Airlift Command), 군사해상수송사령부(Military Sealift Command), 민간예비항공대(Civil Reserve Air Fleet)도 포함되었다.

### 라인 강까지 7일 연습

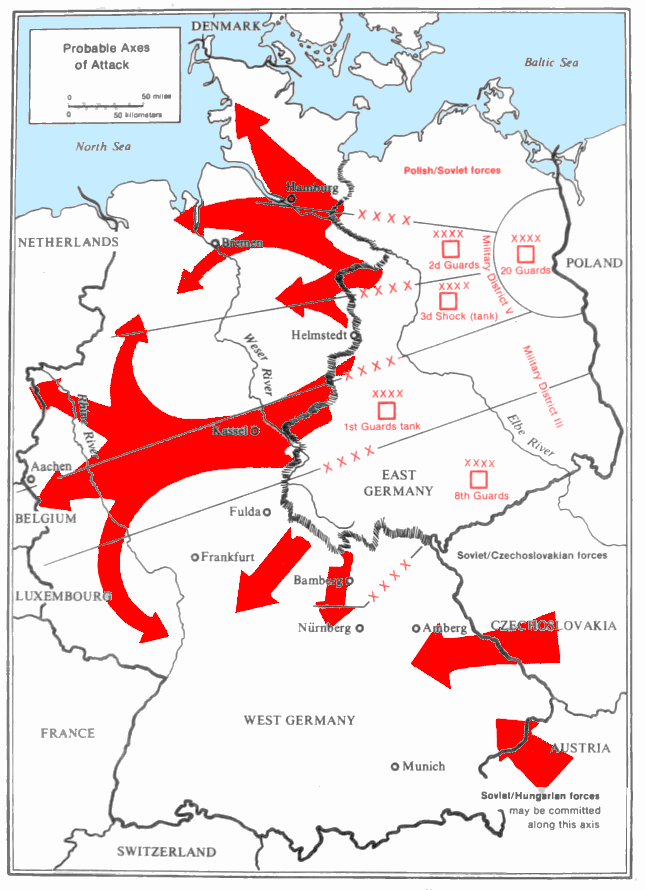
바르샤바 조약 기구의 침공은 독일을 통과하는 세 개의 주요 경로상에서 진행될 것이었다

라인 강까지 7일 연습은 1979년 바르샤바 조약 기구에서 개발된 극비의 군사 실험이다. 작전은 제1격 계획에서 NATO가 비스와강 유역에 핵공격을 가해, 폴란드에 민간인 2백만여 사상이 발생한다는 가정에서 시작한다. 그 대응으로, 서독, 벨기에, 네덜란드, 덴마크에 대항해, 바르샤바 조약군 병력이 서독을 침공해 7일째에 라인 강에 도달한다는 목표의 작전이 실행될 것이었다. 다른 소련군 계획에서는 9일째에 프랑스 국경에 도달하는 것만을 목표로 삼았다. 바르샤바 조약 기구 각국은 전략 구상에서 각국에 할당된 부분만을 담당했다; 이 경우, 폴란드 병력은 독일까지만 진격할 것으로 예상되었다. 라인 강까지 7일 작전은 폴란드와 독일이 핵전쟁으로 대부분 파괴될 것으로 전망했으며, 다수의 병력에서 방사능 피해가 발생할 것으로 예상했다. NATO가 소련군의 보급을 끊고 바르샤바 조약군의 진격을 둔화시키기 위해 진격하는 소련군의 후방으로 핵무기를 발사할 것으로 예상되었다. 이 작전은 NATO가 바르샤바 조약 기구의 침공을 격퇴하기 위해 핵무기를 사용할 것으로 추정했지만, 프랑스나 영국에 대한 핵공격은 포함하지 않았다. 이 작전의 기밀이 해제되었을 때, 언론에서는 프랑스와 영국이 보유한 핵무기를 사용하는 것을 막기 위해 타격의 대상이 되지 않은 것으로 추측했다.

### 에이블 아처 연습

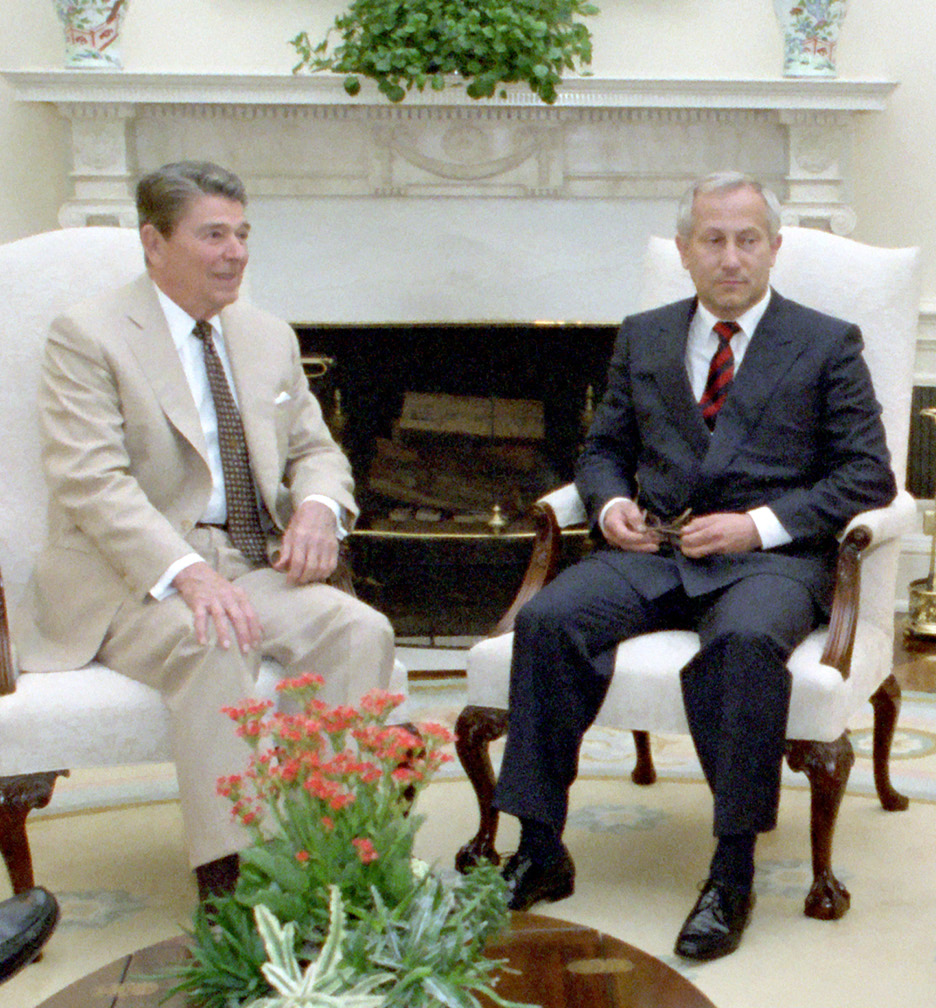
로널드 레이건 대통령과, 에이블 아처 83 연습이 소련의 제1격 명령에 얼마나 근접했는지 이후 서방에 폭로한 소련의 이중첩자 올레크 고르뎨프스키(Оле́г Гордие́вский)

에이블 아처 연습(Exercise Able Archer)은 미국 유럽 주둔군에서 전시의 통상 재래전 작전부터 화학전, 핵전쟁에 동반된 재래전 작전까지의 지휘통제 절차 연습을 위해 실시한 연례 연습이다.
"에이블 아처 83(Able Archer 83)"은 1983년 11월 7일부터 실시된 5일 동안의 NATO의 지휘통제 군사연습으로, 서유럽에 걸쳐, 몽스 북쪽의 카스토(Casteau)에 위치한 유럽 연합군 최고사령부에서 실시되었다. 에이블 아처 연습은, 연합 핵공격으로 끝나는, 일련의 충돌 확대를 실험했다.
1983년 연습의 현실적인 면이, 미국과 소련 사이의 급전직하하는 관계와 유럽에의 퍼싱 II 전술 핵미사일 도착 예정과 겹쳐져, 소련 공산당 정치국의 몇몇 국원들에게 에이블 아처 83이 실제의 제1격을 은폐하기 위한, 속임수라고 믿게 했다. 그 대응으로, 소련에서는 핵전력과 동독과 폴란드에 주둔한 공군 부대들을 대기시켰다. 이 "1983년 전쟁 위기"는 많은 역사가들이 1962년 쿠바 미사일 위기 이후 세계가 핵전쟁에 가장 가까웠던 일로 생각한다. 핵전쟁 위기는 11월 11일 연습 종료와 함께 종결되었다.

### 전략방위구상
전략방위구상(SDI)은 1983년 3월 23일 미국 대통령 로널드 레이건이 제안했다. 그의 임기 후반, (1983년 영화 그날 이후를 본 것과 소련에서 전향해온 이에게서 에이블 아처 83 연습이 소련의 제1격을 일으킬 뻔했다는 것을 들은 것을 포함한) 많은 요인들이 로널드 레이건이 핵전쟁에서의 승리라는 개념을 부정하고, 핵무기를 전략적 억지력이 아니라 "와일드 카드"로 보게 만들었다. 그는 이후 군축 조약들이 핵무기의 수와 위험 수위를 낮춤으로써 핵무기의 위협을 둔화시킬 거라고 믿지만, 그는 또한 기술적 해결책이 ICBM의 요격을 가능하게 하여, 미국이 제1격에 당하지 않게 할 거라고 믿었다. 하지만 소련은 SDI 개념을 주요한 위협으로 보았는데, 체계의 일방적 배치가 미국이 반격의 걱정 없이 소련에 강력한 제1격을 가하게 할 수 있게 하기 때문이었다.
SDI의 개념은 핵 탄도유도탄 공격으로부터 미국을 지키기 위해 지상과 우주 기반 체계를 이용하는 것이었다. 구상은 이전 상호확증파괴의 공격적 교리 대신 전략 방어에 초점을 맞추었다. 전략방위구상을 감독하기 위해 전략방위구상기구(Strategic Defense Initiative Organization)가 미국 국방부 산하에 1984년 설립되었다.

## 역사상의 위기
1950년대부터 군비 경쟁의 발달과 함께, 종말을 불러올 미국과 소련 사이의 전쟁이 충분히 가능하다고 판단되었다. 역사적 사건들 중 핵 갈등을 불러올 수 있는 잠재적 시발점으로 생각되는 사건들은 다음과 같다:
1950년 6월 25일 ~ 1953년 7월 27일
한국 전쟁, 한반도를 차지하려 한 두 세력 간의 전쟁: 중국과 소련의 지원을 받은 공산주의 세력, UN과 미국의 지원을 받은 자본주의 세력이었다. 많은 사람들이 이 사건이 세 초강대국 간의 전면전으로 확대될 거라 생각했다. CBS 뉴스의 빌 다운즈(Bill Downs) 기자는 1951년에 "내 생각에, 그 답변은: 그렇다. 한국은 제3차 세계 대전의 시작이다. 인천에서의 놀라운 상륙과, 국제연합군과 함께한 미군의 합동 작전은 우리에게 한국에서의 승리를 만들어 주었다. 하지만 이것은 극동과 전 세계를 둘러싼 주요 국제 분쟁에서의 첫 전투일 뿐"이라 발언했다. 그는 1968년 ABC 월드 뉴스의 푸에블로 호 납치 사건 보도 때에도 이 주장을 반복했다.
1962년 10월 15일 ~ 28일
쿠바 미사일 위기: 실패한 피그스 만 침공에 대한 보복으로 쿠바에 소련 핵미사일을 배치한 데 따른 긴장은 제3차 세계 대전을 촉발시킬 수 있던 핵전쟁에 가장 가까웠던 것이라 생각된다. 긴장은 커티스 르메이(미국 공군 대장)가 모든 정찰 비행을 보류하라는 대통령령을 거부한 후에 U-2 한 기가 쿠바 상공에서, 다른 한 기가 시베리아에서 격추되고, 소련 잠수함이 폭뢰 공격을 당하자 (바실리 아르키포프(Василий Архипов)라는 장교에 의해 의해 발사 중지된)핵어뢰 발사 직전까지 갔던 10월 27일에 최고조에 이르렀다.
1973년 10월 6일 ~ 25일
욤 키푸르 전쟁 또는 라마단 전쟁, 10월 전쟁은 아랍의 승리로 시작되었다. 이스라엘은 성공적으로 반격했다. (이스라엘을 지원하던) 미국과 (아랍 국가들을 지원하던) 소련 사이 긴장이 조성되었다. 미국과 소련 함정들은 서로를 향해 발포할 만큼 가까이 다가왔다. 미 해군 제독은 정찰을 통해 소련 함대가 자신의 함대를 공격할 가능성이 40%임을 관측했다. 펜타곤은 DEFCON 레벨을 4에서 3으로 격상시켰다. 두 초강대국은 전쟁 직전까지 몰렸으나, 긴장은 유엔 안전 보장 이사회 결의 제339호를 통해 해소되었다.
1979년 11월 9일
소련의 총공격이 일어났다는 정보가 NORAD의 화면에 나타나자, 미국은 비상시 보복을 준비했다. 상황을 파악하기 위한 소련과의 핫라인 "레드 텔레폰"을 사용하려는 시도는 없었고, 미국의 조기경보 시스템이 소련의 발사가 일어난 적이 없다고 하기 전까지 NORAD는 컴퓨터 시스템이 화면 에러를 일으켰다는 것을 알지 못했다. 당시 NORAD에 있던 한 상원의원은 분위기가 완전한 패닉이었다고 묘사했다. 미국 회계 감사원에서는 비슷한 실수를 막기 위해 시설 외적인 테스트 시설 구축을 지시했다.
1983년 9월 26일
소련의 핵무기 조기경보 시스템에 미국의 핵무기 기지에서의 미니트맨 ICBM 발사를 나타내는 오류 경고가 나타났다. 당시 시스템이 단순히 오작동했다는 것(이후의 조사에서 밝혀짐)을 깨달은 소련 방공군 장교 스타니슬라프 페트로프가 반격을 막았다.
1983년 11월 2일 ~ 11일
DEFCON 1 핵공격으로 끝나는 충돌 확대를 가정한 10일 동안의 북대서양 조약 기구의 에이블 아처 83 훈련 동안, 소련 공산당 정치국과 소련군에서는 일련의 사건들이 실제 선제 공격을 은폐하기 위한 속임수라고 판단했다. 그 대응으로, 군에서는 동독과 폴란드의 바르샤바 조약 기구 회원국들의 핵전력을 대기시키고 공군 병력을 배치하는 등 합동으로 반격을 준비했다. 하지만, 에이블 아처 훈련이 종료되면서 소련의 반격 준비는 중지되었다.
1995년 1월 25일
노르웨이 로켓 사건은 노르웨이와 미국 과학자들에 의해 발사된 블랙 브란트 XII(Black Brant XII) 관측 로켓의 레이다 신호가 러시아의 오레네고르스크(Оленегорск) 조기경보 레이다에서 트라이던트 미사일과 혼동되면서 일어났다. 그 대응으로, 러시아의 대통령 보리스 옐친이 소환되었고 최초로, 유일하게, 체게트 핵가방이 활성화되었다. 하지만 사령부는 곧 로켓이 러시아 영공으로 진입하지 않는다는 것을 확인할 수 있었고, 전투 준비태세와 반격을 신속히 중단시켰다. 이후 로켓 과학자들이 사전에 러시아 포함 30개국에 테스트 발사를 알렸으나, 그 정보가 러시아 레이다에는 도달하지 않았던 것으로 드러났다.
2022년 2월 24일 ~ 현재
2022년 2월 24일 우크라이나 시각으로 오전 4시 50분 경 러시아의 침공으로 러시아와 우크라이나 사이의 전쟁이 발발하였다. NATO와 미국을 비롯한 서방 국가에서 우크라이나를 적극 지원함에 따라 1차 세계 대전과 2차 세계 대전에서 볼 수 있었던 연합국과 그 반대 세력의 갈등 구조가 형성되었다. 실제로 우크라이나 대통령 볼로디미르 젤렌스키는 "이미 3차 대전이 시작되었을 듯"이라고 언급하였다. 다만, 미국 대통령 조 바이든은 "러시아와 전쟁을 안 할 것"이라며 세계 3차 대전으로 이어지는 것을 진화하고 있다. 러시아 외무 장관은 "3차 대전은 파멸적인 핵전쟁이 될 것"이라며 경고 하였다. 우크라이나-러시아 전쟁이 한창이던 2024년 8월 28일 라브로프 장관은 이를 통해 서방이 "성냥을 갖고 노는 어린아이처럼 불장난을 벌이고 있다"라며 제3차 세계대전이 일어날 수 있다고 주장했다. 또한, "미국인들은 제3차 세계대전이 유럽에만 영향을 미칠 것이라고 생각한다"라며 러시아가 핵무기 사용과 관련한 핵교리를 명확히 하고 있다고 덧붙였다. 2024년 10월 15일 북한이 러시아에 파병을 하며 참전을 한 것이 확인되었다. 이에 유럽에서 우크라이나로 맞파병하자는 여론이 형성되었다.

## 예상 결과에 대한 시각
자주 인용된 알베르트 아인슈타인의 격언으로 "제3차 세계 대전에서는 어떤 무기로 싸울지 알 수 없지만, 제4차 세계 대전에서는 몽둥이와 돌을 들고 싸울 것이다."가 있다.
제3차 세계 대전이 배경이 되는 책, 비디오 게임 등의 많은 창작물이 존재한다.

## 같이 보기
- 반핵 운동
- 핵 군비 경쟁
- 핵무기 홀로코스트
- 핵테러
- 제2차 냉전
- 전쟁
- 제1차 세계 대전
- 제2차 세계 대전

## 참고 문헌
- 새뮤얼 P. 헌팅턴 (1996). The Clash of Civilizations and the Remaking of World Order Simon & Schuster, New York. ISBN 0-684-84441-9.
- Langford, David (1981). 《War in 2080 : the future of military technology》. London: Sphere Books. ISBN 978-0-7221-5393-2.
- Mearsheimer, John (2001). The Tragedy of Great Power Politics. W. W. Norton, New York. ISBN 978-0393349276.
- Pamidi, G.G. (2012). 《Possibility of a nuclear war in Asia : an Indian perspective》. New Delhi: United Service Institution of India : Vij Books India. ISBN 93-81411-51-4.
- Piepers, Ingo (2016). 2020: WARning. Conijn Advies. ISBN 9082411814.